# Cratere Tuccia
Tuccia è un cratere sulla superficie di 4 Vesta.